# Rickie Fowler
Rick Yutaka Fowler (Anaheim, 13 dicembre 1988) è un golfista statunitense.

## Biografia
Fowler è nato ad Anaheim, California, ed è cresciuto a Murrieta (California) dove ha frequentato la Murrieta Valley High School. Poi ha frequentato la Oklahoma State University dove, il primo ottobre del 2007, ha ottenuto la prima vittoria amatoriale.
Nel 2009 passa professionista, e firma i primi multimilionari contratti (Puma e Rolex gli ultimi due) con gli sponsor.
Nella fine del 2009 ottenne finalmente il pass per il PGA Tour 2010.
Nel febbraio 2010 è entrato nella Lista dei migliori 50 giocatori al mondo (grazie a ottime prestazioni al PGA), e nel settembre 2010 è stato selezionato per rappresentare gli Stati Uniti nella Ryder Cup (dove ha pareggiato con l'italiano Edoardo Molinari dopo essere stato anche sotto di 4 colpi).

### Vita privata
Dal 2019 è sposato con l'astista Allison Stokke.
Risiede a Las Vegas, Nevada. Il suo secondo nome, Yutaka, gli deriva dal nonno materno, giapponese al 100%. La nonna materna, invece, è un'indiana Navajo.

## Vittorie professionali (11)

### PGA Tour vittorie (6)
| Legenda                      |
| Players Championships (1)    |
| FedEx Cup playoff eventi (1) |
| Altro PGA Tour (3)           |

| No. | Data              | Torneo                        | Punteggio di vittoria | To par | Margine | Secondo/i                      |
| --- | ----------------- | ----------------------------- | --------------------- | ------ | ------- | ------------------------------ |
| 1   | 6 maggio, 2012    | Wells Fargo Championship      | 66-72-67-69=274       | −14    | Playoff | Rory McIlroy, D. A. Points     |
| 2   | 10 maggio, 2015   | The Players Championship      | 69-69-71-67=276       | −12    | Playoff | Sergio García, Kevin Kisner    |
| 3   | 7 settembre, 2015 | Deutsche Bank Championship    | 67-67-67-68=269       | −15    | 1 colpo | Henrik Stenson                 |
| 4   | 26 febbraio, 2017 | The Honda Classic             | 66-66-65-71=268       | −12    | 4 colpi | Morgan Hoffmann, Gary Woodland |
| 5   | 3 febbraio, 2019  | Waste Management Phoenix Open | 64-65-64-74=267       | −17    | 2 colpi | Branden Grace                  |
| 6   | 2 luglio 2023     | Rocket Mortgage Classic       | 67-65-64-68=264       | −24    | Playoff | Adam Hadwin, Collin Morikawa   |

## Curiosità
Nell'ultima giornata di un torneo di golf, Fowler sfoggia una divisa interamente arancione, in omaggio alla sua AlmaMater, la Oklahoma State University.